# Klara Bühl
Klara Bühl, född den 7 december 2000 i Münstertal är en tysk fotbollsspelare (anfallare) som spelar för Bayern München och det tyska landslaget. Hon var en del av den trupp som spelade Europamästerskapet i England år 2022, där hon även blev målskytt i den andra gruppspelsmatchen mot Spanien.